# 박정휘
박정휘(한국 한자: 朴廷徽, 1908년~1985년)는 대한민국의 축구인이다. 대한민국 축구 국가대표팀의 초대 감독을 역임한 후, 대한축구협회의 부회장 등으로 활약하였다.
경성제국대학 시절 만주로의 원정을 떠나는 등의 활동을 했고당시 RB로 출전했었으며3학년 때는 팀의 주장직을 맡고 제4회경성제대대구대대항축구전에 출전했었다.
1934년 초 학교를 졸업했다는 기사 이후약 10년 동안 소식이 없다가 1947년 조선축구협회의 새롭게 신설된 선발위원회 위원으로 선발되었다는 기사가 나왔다.